# Wildalpen
Wildalpen ist eine österreichische Gemeinde mit 432 Einwohnern (Stand 1. Jänner 2025) im steirischen Gerichtsbezirk bzw. Bezirk Liezen. Die Bevölkerungsdichte der Gemeinde ist mit 2,2 Einwohner pro km² eine der niedrigsten in ganz Österreich.

## Geografie

### Geografische Lage
Der Ort Wildalpen selbst liegt am Nordfuß des Hochschwabmassivs im Salzatal, direkt an der Salza. Die Ausdehnung der Gemeinde erreicht jedoch eine Fläche von 203,11 km², was ungefähr der halben Stadt Wien entspricht, beiderseits der Salza, im Hochschwab wie in den Lassingalpen. Wildalpen ist ein bekanntes Jagd- und Forstgebiet. Es gibt (Hoch)-Wild verschiedener Arten.
Am Gemeindegebiet von Wildalpen ereignet sich zwischen 3900 und 3700 v. Chr. der Bergsturz von Wildalpen, der größte Bergsturz der Hochschwabgruppe. Eine gewaltige Felsmasse brach vom Ebenstein und Brandstein ab und sackte nach Norden ab. In weiterer Folge zerlegte sich die Sturzmasse und donnerte als Sturzstrom bis über den heutigen Ort Wildalpen hinaus in das Salzatal.

### Gemeindegliederung
Das Gemeindegebiet besteht aus einer Katastralgemeinde.
Ortschaften der Gemeinde sind
- Breitengries
- Brunn
- Drei Keuschen
- Fachwerk
- Fischerau
- Hinterwildalpen
- Holzäpfeltal
- Hopfgarten
- Klaus
- Kühbachau
- Lichtenegg
- Poschenhöh
- Rothmoos
- Rothwald
- Säusenbach
- Schneckengraben
- Schreiereng
- Winterhöh

### Nachbargemeinden
| Göstling an der Ybbs (Bez. Scheibbs, NÖ) | Gaming (Bez. Scheibbs, NÖ)                       |                                     |
| Landl                                    | Kompassrose, die auf Nachbargemeinden zeigt      | Mariazell (Bez. Bruck-Mürzzuschlag) |
| Eisenerz (Bez. Leoben)                   | Tragöß-Sankt Katharein (Bez. Bruck-Mürzzuschlag) | Thörl (Bez. Bruck-Mürzzuschlag)     |

## Geschichte
Die Besiedelung erfolgte von dem im Jahr 1072 gegründeten Stift Admont aus. Die Eisenverarbeitung brachte dem Ort bis zum Abzug der Innerberger Hauptgewerkschaft 1838 Wohlstand. Die Aufhebung der Grundherrschaften erfolgte 1848. Die Ortsgemeinde als autonome Körperschaft entstand 1850.
1910 wurde die II. Wiener Hochquellenwasserleitung in Betrieb genommen. Nach der Annexion Österreichs 1938 kam die Gemeinde zum Reichsgau Steiermark. Von 1945 bis 1955 war Wildalpen Teil der britischen Besatzungszone in Österreich. Nach dem Zweiten Weltkrieg war der Schauspieler Hans Thimig, dessen Familie ein Sommerhaus in Wildalpen besaß, für kurze Zeit Bürgermeister der Gemeinde.
Im Jahre 2010 kam ein sensationeller Fund ans Tageslicht. In der Arzberghöhle in Wildalpen wurde eine Klinge aus Radiolarit, einem feuersteinähnlichen Gestein, gefunden. Diese wird, durch Radiokarbonbestimmungen an Höhlenbärenresten der Arzberghöhle, auf ein Alter von 29.000 bis 36.000 Jahre geschätzt. Dies beweist, dass der Mensch schon vor etwa 30.000 Jahren im Hochschwabgebiet unterwegs war.

## Kultur und Sehenswürdigkeiten

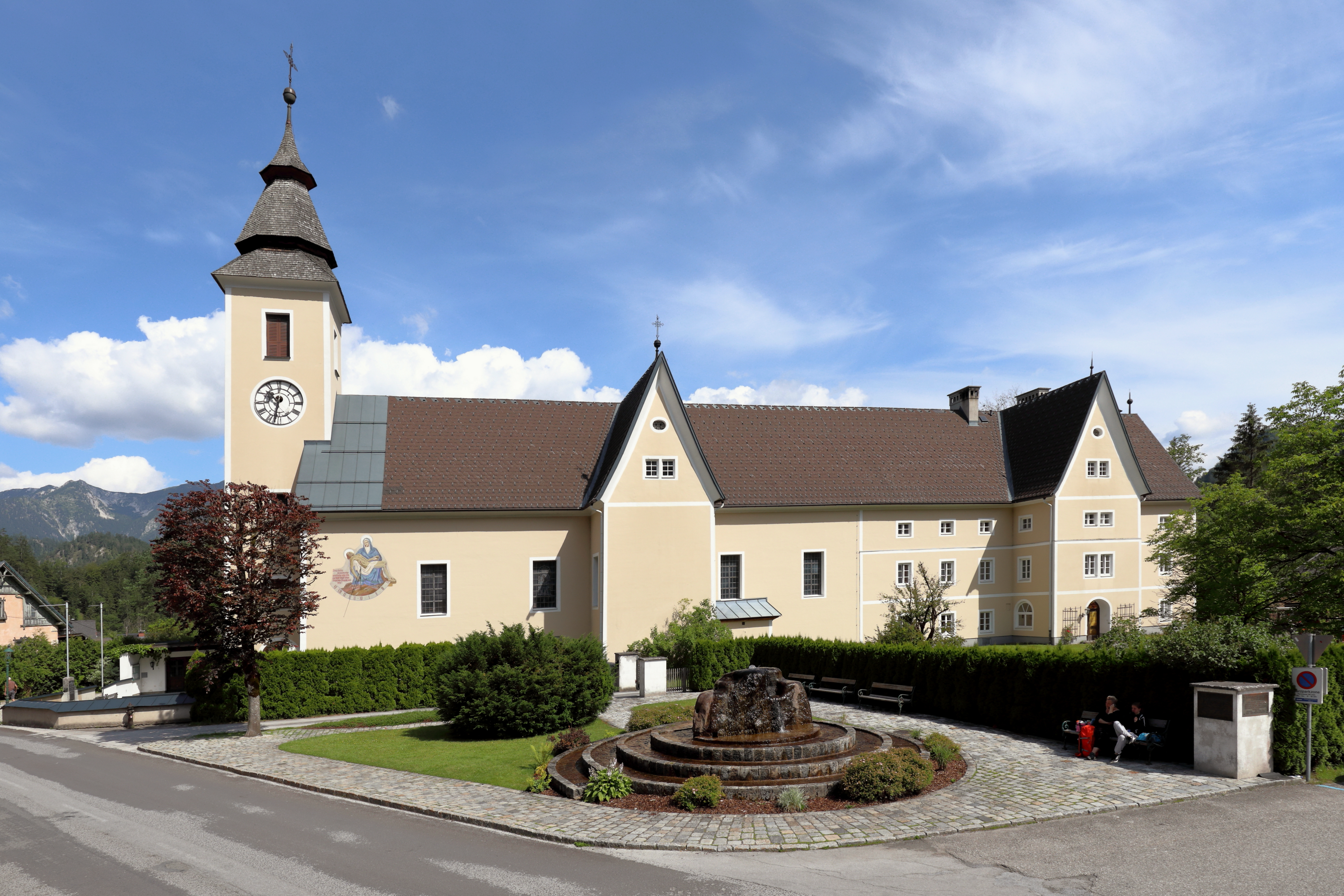
Pfarrkirche hl. Barbara mit Pfarrhof in Wildalpen

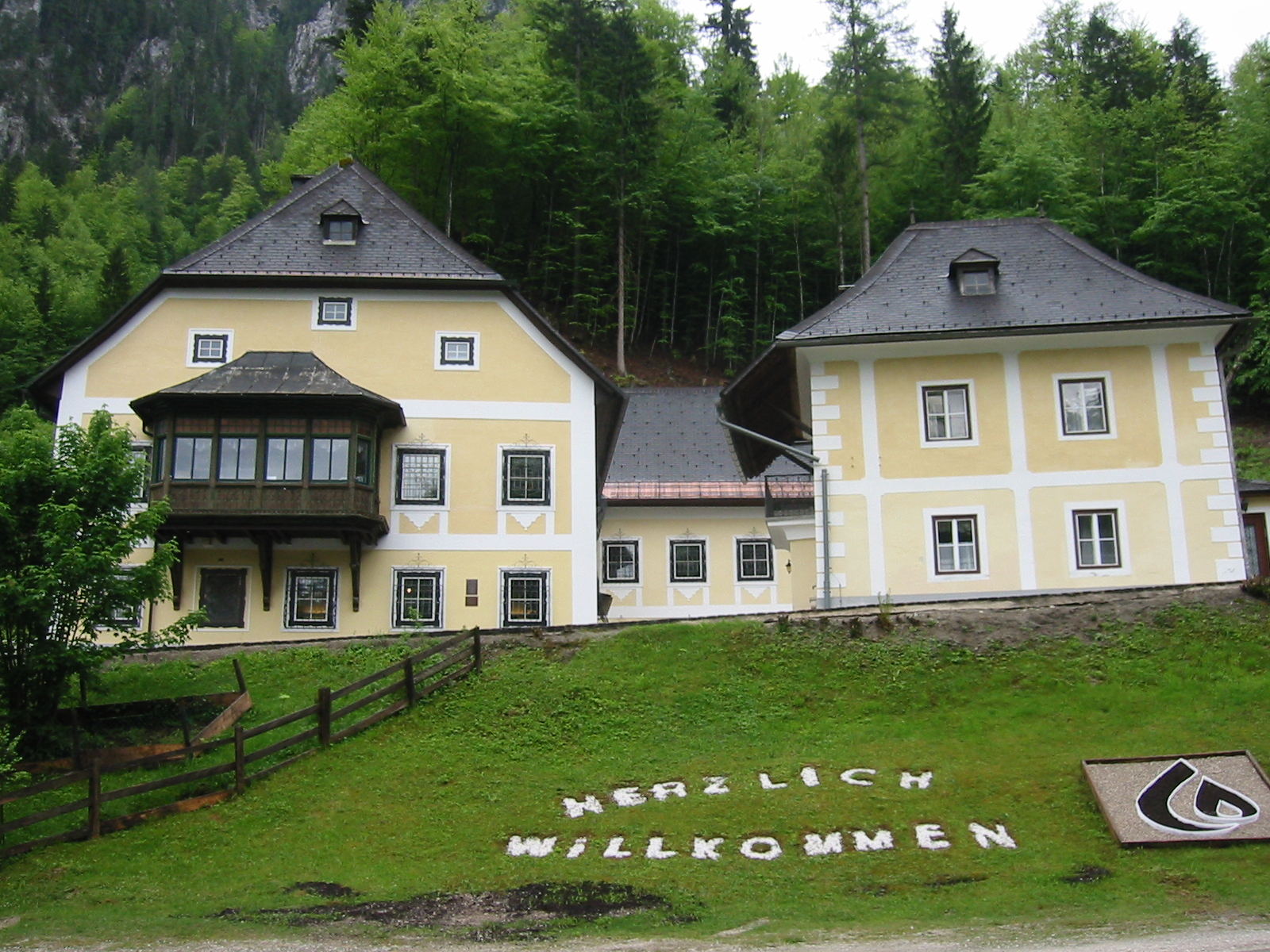
Tulleck’sches Gewerkenhaus

- Katholische Pfarrkirche Wildalpen hl. Barbara
- Tulleck’sches Gewerkenhaus, 17. Jh.
- Kläfferquelle der Wiener Hochquellwasserleitung

### Sport und Freizeit
- Kajak
- Rafting
- Canyoning
- zahlreiche, gut markierte Wanderwege
- Kneippweg (beginnt neben dem Hallenbad)
- Back Country
- Eisstockschießen im Ortsteil Hinterwildalpen
- Radfahrmöglichkeiten – Genießer Mountainbike-Route

### Vereine
- Berg- und Naturwacht
- Bergrettungsdienst
- Brauchtumsgruppe Teufelssee-Pass (Krampus)
- Elektrizitätsgenossenschaft Wildalpen
- Elternverein
- Fremdenverkehrsverein Betriebe
- Lawinenwarnkommission Wildalpen
- Motorrad- u. Oldtimerclub
- Museumsverein
- Musikkapelle
- Naturfreunde Österreich Ortsgruppe Wildalpen
- Pensionistenverein
- Schützengesellschaft Wildalpen
- Skiverein Wildalpen
- Sportklub Wildalpen
- Steirischer Jagdschutzverein Ortsgruppe Wildalpen
- Tourismusverband Gesäuse
- Österr. Kameradschaftsbund Ortsverband Wildalpen

## Wirtschaft und Infrastruktur
Bekannt ist Wildalpen vor allem als Quellgebiet der II. Wiener Hochquellenwasserleitung. Deshalb ist mehr als die Hälfte des Gemeindegebietes als Quellschutzgebiet unter Naturschutz. Diese Fläche muss aufwendig beforstet werden. Dafür gibt es eigene Magistratsabteilungen der Stadt Wien.
Von hier aus fließen in freiem Gefälle täglich rund 220.000 m³ Wasser nach Wien. In der I. Wiener Hochquellenwasserleitung braucht das Wasser etwa 24 Stunden, in der II. Wiener Hochquellenleitung 36 Stunden, bis es in Wien angelangt ist.
Die Gemeinde Wien ist durch das Wasserwerk und die damit verbundenen Forstbetriebe in der sonst strukturarmen Gegend ein wichtiger Arbeitgeber.
Neben der Gemeinde Wien wurde im Jahr 2002 die Wildalpen Wasserverwertungs GmbH gegründet, Quellwasser der Seisensteinquelle in Flaschen abfüllt und vermarktet. Obwohl die Quelle etwa 1,2 Mio. Liter Wasser pro Jahr liefert, werden dabei nur maximal 650.000 Liter abgefüllt und vermarktet.

### Öffentliche Einrichtungen
- Freibad Hinterwildalpen
- Hallenbad mit Sauna
- Tennisplatz
- Langlaufloipe im Ortsteil Hopfgarten und Hinterwildalpen
- Schipiste mit Baby- und Familienlift

## Politik
Der Gemeinderat hat 9 Mitglieder.
- Mit den Gemeinderatswahlen in der Steiermark 2000 hatte der Gemeinderat folgende Verteilung: 7 SPÖ und 2 ÖVP.
- Mit den Gemeinderatswahlen in der Steiermark 2005 hatte der Gemeinderat folgende Verteilung: 6 SPÖ und 3 ÖVP.[5]
- Mit den Gemeinderatswahlen in der Steiermark 2010 hatte der Gemeinderat folgende Verteilung: 6 SPÖ und 3 ÖVP.[6]
- Mit den Gemeinderatswahlen in der Steiermark 2015 hatte der Gemeinderat folgende Verteilung: 6 SPÖ und 3 ÖVP.[7]
- Mit den Gemeinderatswahlen in der Steiermark 2020 hat der Gemeinderat folgende Verteilung: 7 SPÖ und 2 ÖVP.[8]

### Bürgermeister
- 1977–1987 Ewald Uresch (SPÖ)
- 1987–2000 Hermann Baumann (SPÖ)
- 2000–2007 Ewald Uresch (SPÖ)
- seit 2007 Karin Gulas (SPÖ)

### Wappen
Das Gemeindewappen wurde mit Wirkung vom 1. August 1966 verliehen.

Blasonierung (Wappenbeschreibung):
„In einem von Blau und Silber gespaltenen Schild vorn ein silberner Felsberg mit drei Spitzen, aus dem ein blauer Wasserlauf entspringt; hinten ein aufgerichteter schwarzer Steinbock.“
Das vordere Schildfeld deutet die hohen felsigen Berge der Landschaft von Wildalpen an, der blaue Wasserlauf nimmt Bezug auf die
II. Wiener Hochquellenleitung, deren Quellgebiet und Wasserschlösser hier liegen. Seit der Mitte der 1930er Jahre lebt in den Bergen um Wildalpen eine starke Steinbockkolonie, die hier wieder heimisch gemacht wurde.

## Persönlichkeiten

### Ehrenbürger der Gemeinde
- 1913: Hans Ziesler – Geschäftsmann, Gastwirt, Bürgermeister
- 1935: Alois Hofinger – Betriebsleiter, Forstrat
- 1937: Hugo Thimig (1854–1944) – Schauspieler, Regisseur und Theaterleiter[10]
- 1937: Richard Schmitz (1885–1954) – Bürgermeister der Stadt Wien
- 1937: Desiderius Fanta – Oberbaurat
- 1937: Anton Fischer – Bezirksgendarmerieinspektor, Postenkommandant
- 1978: Rudolf Fürnweger – Kanzleirat, Bürgermeister von Wildalpen
- 1981: Ferdinand Bonta – Obermedizinalrat
- 1981: Michael Häupl – Bürgermeister der Stadt Wien
- 1993: P. Bernhard Menzel OSB – Pfarrer von Wildalpen
- 2002: Johann Schnaubelt – Senatsrat, Leiter der Quellenschutzforste der Stadt Wien in Wildalpen
- 2010: Hermann Baumann – Bürgermeister von Wildalpen
- 2010: Ewald Uresch – Regierungsrat, Betriebsleiter der Wasserwerke der Stadt Wien in Wildalpen, Bürgermeister von Wildalpen[11]
- Benedikt Schlömicher – Benediktiner und 66. Abt des Benediktinerstiftes Admont in der Steiermark

### Söhne und Töchter der Gemeinde
- Hella Pöch (1893–1976), Anthropologin
- Friedrich Schürer-Waldheim (1896–1991), Chirurg
- Adolf Grabner (1927–2018), Förster und Museumspädagoge